# NLUUG
NLUUG (opgericht in 1983, alhoewel de eerste leden al langer samen activiteiten ontplooiden) is een vereniging voor professionele gebruikers van open systemen en open standaarden.
Oorspronkelijk stond de afkorting NLUUG voor Netherlands Local Unix Users Group, maar deze afkorting wordt nu niet meer gebruikt.
Het doel van de vereniging is door de jaren heen veranderd van het delen van tapes met de nieuwste versies van UNIX naar het bespreken van het gebruik van UNIX. Daarom is de vereniging conferenties over UNIX en vergelijkbare onderwerpen gaan organiseren. Dat wordt tot op heden gedaan.

## NLnet
In 1989 heeft NLUUG aan de wieg gestaan van de eerste internetprovider van Nederland, Stichting NLnet. NLnet speelde een sleutelrol in de introductie van internet in Europa, en was ook de eerste Internetprovider in Nederland die toegang leverde tot het internet voor bedrijven en particulieren. Voor die tijd kon slechts een selecte groep organisaties toegang krijgen tot internet. Ook Surfnet In de zomer van 1997 verkocht de stichting haar commerciële provider-activiteiten. Deze verkoop leverde de stichting veel geld op welke onder andere gebruikt wordt voor de financiering van NLNet Labs. Er zijn nog steeds warme banden tussen de stichting en de vereniging.

## Opkomst van Linux, teloorgang traditionele UNIX
Sinds de start in 1991 kreeg het Linux besturingssysteem snel veel aandacht bij zowel organisaties als hobbyisten.
In 1993 haalde NLUUG de nog relatief onbekende Fin Linus Torvalds naar Nederland voor een keynote lezing. Dit was voor Linus de eerste keynote buiten Finland.
De NLUUG startte in 1995 een SIG (Special Interest Group) voor Linux, die intensief samenwerkte met de Linuxhobbyistenvereniging NLLGG.
Met de opkomst van Linux en Windows NT ten koste van de traditionelere UNIXen is de focus van de vereniging verschoven naar systemen en standaarden - met open source als belangrijk aandachtspunt.

## Conferenties
Vereniging NLUUG organiseert naast diverse kleinere activiteiten twee grote conferenties per jaar.
Tot 2007 werden van de conferenties altijd en:proceedings gedrukt. Met de toegenomen digitalisering van de maatschappij werd dit niet meer zinvol geacht.

## SANE
Naast de twee jaarlijkse conferenties heeft de NLUUG ook aan de wieg gestaan van de SANE conferenties, welke van 1998 tot 2004 elke twee jaar werden georganiseerd in samenwerking met onder andere de Amerikaanse zustervereniging USENIX.
De eerste drie in het MECC in Maastricht, de laatste in 2004 in de RAI Amsterdam. Deze meerdaagse International System Administration and Networking Conference werd eerst georganiseerd vanuit de NLUUG maar sinds 2000 is het een zelfstandige stichting. Na 2004 werd de organisatie te zwaar voor de bezoekersaantallen, in 2010 is de stichting SANE opgeheven.

## NLUUG Awards
De vereniging NLUUG reikt op onregelmatige basis prijzen uit aan individuen die op bijzondere wijze hebben bijgedragen aan de verbetering of bevordering (van het gebruik van) van Open systemen of Open standaarden. Tot op heden is de prijs uitgereikt aan Piet Beertema, Wietse Venema (2000), Guido van Rossum (2003), Bram Moolenaar (2008), Andrew Tanenbaum (2009), Wytze van der Raaij en Teus Hagen (2010). In november 2015 ging de NLUUG Award naar Olaf Kolkman

## FTP Server
NLUUG beheert een grote FTP server waarop opensourcesoftware zoals de diverse BSDs, Linux en applicaties als Vim en ImageMagick worden verspreid. Deze server is met een gigabitverbinding via SURFnet verbonden met het internet.

## Niet alle softwarekopieën zijn illegaal
In 2006 publiceert Stichting BREIN een folder en een website waarin wordt gesteld dat kopiëren van muziek en software per definitie strafbaar is. NLUUG neemt het initiatief tot een brief waarin aan de stichting wordt gevraagd om dit te nuanceren: opensourcesoftware is nu eenmaal vrij verspreidbaar.